# Berzocana (ort)
Berzocana är en ort i Spanien. Den ligger i provinsen Provincia de Cáceres och regionen Extremadura, i den centrala delen av landet, 190 km sydväst om huvudstaden Madrid. Berzocana ligger 718 meter över havet och antalet invånare är 504.
Terrängen runt Berzocana är kuperad. Runt Berzocana är det glesbefolkat, med 10 invånare per kvadratkilometer. Närmaste större samhälle är Cañamero, 8,9 km sydost om Berzocana. 